# Котопахи (национальный парк)
Котопахи (исп. Parque nacional Cotopaxi) — национальный парк в Эквадоре. В административном отношении расположен на территории провинций Котопахи, Напо и Пичинча. Площадь парка составляет 333,93 км². Основан 11 августа 1975 года.
Парк расположен примерно в 45 км к югу от столицы страны, города Кито. На территории парка находится самый высокий активный вулкан Эквадора — Котопахи, давший ему название, а также ещё два других вулкана: Руминьяви (неактивный) и Синколагуа (последнее извержение зафиксировано в 1877 году). Высота территории национального парка изменяется от 3399 до 5897 м над уровнем моря.